# Contea di Li (Gansu)
La contea di Li (礼县S, LǐxiànP) è una contea della Cina, situata nella provincia del Gansu.